# Курултай-Рух
«Курултай-Рух» — депутатська група у Верховній Раді Автономної Республіки Крим. У її склад входили вісім депутатів (Абдуллаєв Азиз, Ільясов Ремзі, Кайбулаєв Шевкет,  Пілунський Леонід, Салієв Сервер, Сеттаров Раєт, Сулейманов Абмеджит, Теміндаров Смаїл), яких було обрано до кримського парламенту за списком Народного руху України за результатами виборів 2006 року. Фракція підтримала підписання асоціації України з Європейським Союзом.